# Хлорна киселина
Хлорна киселина је веома јака неорганска киселина. Хлорна киселина је безбојна, непостојана течност густине 1,28 g/cm³. Њена молекулска формула је HClO3. Она је јако оксидационо средство. Њена температура топљења је испод -20 °C, а на температури 40 °C подлеже распаду. Најлакше се добија додавањем сумпорне киселине у водени раствор хлорид(V) баријума (тада се издваја нерастворљив баријум сулфид). Може се добити и растварањем у води хлор(V) оксида Cl2O5.
Спада у кисеоничне киселине хлора.